# Toxophora angusta
Toxophora angusta är en tvåvingeart som beskrevs av Paramonov 1933. Toxophora angusta ingår i släktet Toxophora och familjen svävflugor. Inga underarter finns listade i Catalogue of Life.